# Miss Mundo 2025
Miss Mundo 2025, la 72.ª edición del concurso Miss Mundo, se llevó a cabo en el HITEX Exhibition Centre, en Hyderabad (India) el 31 de mayo de 2025.
Representantes provenientes de 108 países y territorios compitieron por el título en esta edición del concurso. Al final del evento, Miss Mundo 2023, Krystyna Pyszková de la República Checa, coronó como su sucesora a Suchata Chuangsri de Tailandia. Elegida por un jurado de nueve personas, la ganadora, de 22 años, se convirtió en la primera representante de su país en obtener el título de Miss Mundo.
El concurso fue emitido por SonyLIV, y presentado por Stephanie Del Valle, Miss Mundo 2016, y Sachiin Kumbhar. Jacqueline Fernandez e Ishaan Khatter se encargaron del entretenimiento.

## Antecedentes

### Sede y fecha
El 19 de febrero de 2025, se anunció que el concurso se realizaría en el estado de Telangana (India), del 7 al 31 de mayo de 2025, con la final siendo llevada a cabo en la ciudad de Hyderabad, capital del estado. En una conferencia de prensa llevada a cabo en Hyderabad el 20 de marzo de 2025, se anunció que la competencia se llevaría a cabo en el HITEX Exhibition Centre de la ciudad. Esto marcó la tercera vez que la India albergó el concurso, después de haberlo hecho en 1996 y 2023.

### Selección de candidatas

#### Reemplazos
Varias representantes se retiraron o fueron reemplazadas por diversas razones. A continuación, se detallan los cambios:
Noelia Hernandez, Miss Mundo Belice 2024, se retiró por razones desconocidas y fue reemplazada por su primera finalista, Shayari Morataya. Manita Hang de Camboya se retiró del concurso debido a compromisos personales en los Estados Unidos y fue reemplazada por Julia Russell, quien fue seleccionada a través de un proceso de casting.
Otros cambios incluyeron a Marie-Emmanuelle Diamala, Miss Costa de Marfil 2024, quien fue reemplazada por su primera finalista, Fatoumata Coulibaly. Latecia Bush, Miss Mundo Islas Caimán 2024, fue reemplazada por su segunda finalista, Jada Ramoon. Ariet Sanjarova, Miss Kirguistán Mundo 2024, fue reemplazada por Miss Kirguistán 2025, Aijan Chanacheva. Kimberly Joseph, Miss Mauricio 2023, fue reemplazada por Wenna Rumnah. Micaela Nikolalev, Miss Moldavia 2024, fue reemplazada por Anghelina Chitaica.
En algunos países, las representantes asumieron el cargo después de la finalización del reinado de las anteriores titulares. Kiana Tomita, Miss Mundo Japón 2024, asumió el lugar de Maya Negishi, Miss Mundo Japón 2023. Maja Klajda, Miss Polonia 2024, asumió el lugar de Ewa Jakubiec, Miss Polonia 2023. Lamis Redissi, Miss Túnez 2025, asumió el lugar de Amira Afli, Miss Túnez 2023.
Ismeli Jarquín, la titular original de Miss Mundo Nicaragua, renunció por razones no divulgadas. Fue reemplazada por su primera finalista, Julia Aguilar, quien posteriormente también renunció. Finalmente, Virmania Rodríguez fue coronada Miss Mundo Nicaragua 2025 y representará al país.
Además, Elvira Yordanova, Miss Mundo Bulgaria 2024, se retiró porque firmó un contrato con una organización no afiliada a Miss Mundo Bulgaria, lo que llevó a su renuncia al título. Yordanova fue reemplazada por Teodora Miltenova.
Milla Magee, de Inglaterra, se retiró durante la competencia por razones no reveladas. Fue reemplazada por su primera finalista, Charlotte Grant.

#### Regresos y retiros
Esra edición marcará el regreso de Albania, Armenia, Guinea Ecuatorial, Kirguistán, Letonia, Macedonia del Norte, Surinam y Zambia.
Surinam había competido por última vez en 2012, Macedonia del Norte (como Macedonia) en 2015, Letonia y Zambia en 2018,Kirguistán en 2019, mientras que Albania, Armenia y Guinea Ecuatorial en 2021.
Guinea-Bisáu, Irak, Liberia, Macao, Marruecos y Uruguay se retiraron de la competencia debido a que sus respectivas organizaciones nacionales no designaron una candidata, organizaron un concurso nacional o mantuvieron la franquicia de Miss Mundo.
Varias delegadas también se retiraron antes del evento. Min Jung de Corea del Sur se retiró de la competencia debido a una lesión. Daniela Vojtasová de Eslovaquia decidió no participar en el concurso debido a compromisos académicos. Inicialmente se esperaba que Lerato Masila de Lesoto, quien fue coronada Miss Lesoto 2023, compitiera, pero luego se retiró por razones no reveladas. Tracy Nabukeera, representante de Tanzania, se retiró de la competencia debido a falta de patrocinio.
Fabiola Vindas de Costa Rica, se retiró después de que su organización nacional renunciara a la franquicia de Miss Mundo; en cambio, competirá en Miss Supranacional 2025. De manera similar, se esperaba que Nikoline Andersen de Noruega compitiera, pero luego fue reasignada por la Organización Miss Noruega para participar en Miss Internacional 2025 debido a conflictos de agenda.

## Resultados

### Clasificación final
La ganadora, las finalistas, las semifinalistas y las cuartofinalistas son las siguientes candidatas:
| Posición          | Candidata |
| ----------------- | --- |
| Miss Mundo 2025   | - Tailandia - Suchata Chuangsri |
| Primera finalista | - Etiopía - Hasset Dereje Admassu |
| Segunda finalista | - Polonia - Maja Klajda |
| Tercera finalista | - Martinica - Aurélie Joachim |
| Top 8             | - Brasil - Jéssica Pedroso - Filipinas - Krishnah Gravidez - Namibia - Selma Kamanya - Ucrania - Maria Melnychenko |
| Top 20            | - Argentina - Guadalupe Alomar - Australia - Jasmine Stringer - Camerún - Issie Princesse - Estados Unidos - Athenna Crosby - Gales - Millie-Mae Adams - India - Nandini Gupta - Irlanda - Jasmine Gerhardt - Italia - Chiara Esposito - Líbano - Nada Koussa - Nigeria - Joy Mojisola Raimi - Puerto Rico - Valeria Pérez - Túnez - Lamis Redissi |
| Top 40            | - Bélgica - Karen Jansen - Botsuana - Anicia Gaothusi - Estonia - Eliise Randmaa - Haití - Christee Guirand - Indonesia - Monica Kezia Sembiring - Irlanda del Norte - Hannah Johns - Jamaica - Tahje Bennett - Malasia - Saroop Roshi - Montenegro - Andrea Nikolić - Nueva Zelanda - Samantha Poole - Panamá - Karol Rodríguez - República Dominicana - Mayra Delgado - Serbia - Aleksandra Rutović - Somalia - Zainab Jama - Trinidad y Tobago - Anna-Lise Nanton - Turquía - İdil Bilgen - Uganda - Natasha Nyonyozi - Vietnam - Huỳnh Trần Ý Nhi - Zambia - Faith Bwalya - Zimbabue - Courtney Jongwe |

### Reinas continentales
El concurso final anunció a los ocho finalistas: cuatro ganadoras continentales y cuatro primeras finalistas. La primera finalista del continente de la nueva ganadora fue ascendida al título de ganadora continental. Después de la final, el concurso otorgó títulos separados para las regiones del Caribe y Oceanía. Las reinas continentales son las siguientes:
| Continente/Región | Ganadora                          |
| ----------------- | --------------------------------- |
| África            | - Etiopía - Hasset Dereje Admassu |
| América           | - Brasil - Jéssica Pedroso        |
| Asia              | - Filipinas - Krishnah Gravidez   |
| Caribe            | - Martinica - Aurélie Joachim     |
| Europa            | - Polonia - Maja Klajda           |
| Oceanía           | - Australia - Jasmine Stringer    |

### Premio especial
La Organización Miss Mundo otorgó el Premio Humanitario al actor y fundador de la Fundación Sood Charity, Sonu Sood, en la final del concurso. Este reconocimiento destaca su trabajo con la fundación, que ha brindado apoyo a personas necesitadas, incluyendo durante la pandemia de COVID-19.

## Desafíos

### Desafío deportivo
La final del desafío deportivo se llevó a cabo el 17 de mayo de 2025 en el estadio Gachibowli, donde treinta y dos candidatas compitieron en la ronda final. La ganadora de este desafío obtuvo un pase directo al Top 10 en su región continental. Eliise Randmaa, de Estonia, ganó este reto.
- Avanzó al Top 40 a través del desafío deportivo.

| Posición   | Candidata | Continente          | Equipo          |
| ---------- | --- | ------------------- | --------------- |
| Ganadora   | - Estonia - Eliise Randmaa | Europa              | Equipo azul     |
| 2.º lugar  | - Martinica - Aurélie Joachim | América y el Caribe | Equipo verde    |
| 3.er lugar | - Canadá - Emma Morrison | América y el Caribe | Equipo verde    |
| 4.º lugar  | - Trinidad y Tobago - Anna-Lise Nanton | América y el Caribe | Equipo verde    |
| Top 32     | - Angola - Núria Assis - Botsuana - Anicia Gaothusi - Etiopía - Hasset Dereje Admassu - Kenia - Grace Ramtu - Namibia - Selma Kamanya - Nigeria - Joy Mojisola Raimi - Somalia - Zainab Jama - Zimbabue - Courtney Jongwe                                 | África              | Equipo amarillo |
| Top 32     | - Curazao - Shubrainy Dams - El Salvador - Sofía Estupinián - Guatemala - Jeymi Escobedo - México - Maryely Leal - Nicaragua - Virmania Rodríguez | América y el Caribe | Equipo verde    |
| Top 32     | - Australia - Jasmine Stringer - Filipinas - Krishnah Gravidez - Indonesia - Monica Kezia Sembiring - Japón - Kiana Tomita - Mongolia - Erdenesuvd Batyabar - Nueva Zelanda - Samantha Poole - Singapur - Delvina Katerina Luther - Turquía - İdil Bilgen | Asia y Oceanía      | Equipo rojo     |
| Top 32     | - Bélgica - Karen Jansen - Bulgaria - Teodora Miltenova - Eslovenia - Alida Tomanič - Francia - Agathe Cauet - Irlanda - Jasmine Gerhardt - Irlanda del Norte - Hannah Johns - Países Bajos - Jane Knoetser                                               | Europa              | Equipo azul     |

### Desafío de talento
El Top 48 del desafío de talento se anunció el 18 de mayo de 2025. La final de este desafío se llevó a cabo el 22 de mayo de 2025 en el Shilpakala Vedika de Hyderabad, Telangana. La ganadora de este desafío obtuvo un pase directo al Top 10 en su región continental. Monica Kezia Sembiring, de Indonesia, ganó este reto.
- Avanzó al Top 40 a través del desafío de talento.

| Posición      | Posición            | Candidata |
| ------------- | ------------------- | --- |
| Ganadora      | Ganadora            | - Indonesia - Monica Kezia Sembiring |
| Segundo lugar | Segundo lugar       | - Camerún - Issie Princesse |
| Tercer lugar  | Tercer lugar        | - Italia - Chiara Esposito |
| Top 24        | Top 24              | - Alemania - Silvia Dörre Sánchez - Argentina - Guadalupe Alomar - Australia - Jasmine Stringer - Brasil - Jéssica Pedroso - Islas Caimán - Jada Ramoon - Estonia - Eliise Randmaa - Etiopía - Hasset Dereje Admassu - Filipinas - Krishnah Gravidez - Gales - Millie-Mae Adams - India - Nandini Gupta - Irlanda - Jasmine Gerhardt - Jamaica - Tahje Bennett - Kenia - Grace Ramtu - Malta - Martine Cutajar - Nigeria - Joy Mojisola Raimi - Países Bajos - Jane Knoester - República Checa - Adéla Štroffeková - Sri Lanka - Anudi Gunasekara - Trinidad y Tobago - Anna-Lise Nanton - Estados Unidos - Athenna Crosby |
| Top 48        | África              | - Angola - Núria Assis - Botsuana - Anicia Gaothusi - Guinea Ecuatorial - Estela Nguema Mangue - Túnez - Lamis Redissi - Zambia - Faith Bwalya |
| Top 48        | América y el Caribe | - Martinica - Aurélie Joachim - Paraguay - Yanina Gómez - Puerto Rico - Valeria Pérez - Surinam - Chenella Rozendaal |
| Top 48        | Asia y Oceanía      | - Armenia - Adrine Achemyan - Bangladés - Aklima Atika Konika - Birmania - Khisa Khin - Camboya - Julia Russell - China - Wanting Liu - Kazajistán - Sabina Idrissova - Malasia - Saroop Roshi - Vietnam - Huỳnh Trần Ý Nhi |
| Top 48        | Europa              | - Eslovenia - Alida Tomanič - Gibraltar - Shania Ballester - Grecia - Stella Michailidou - Letonia - Marija Mišurova - Moldavia - Anghelina Chitaica - Montenegro - Andrea Nikolić - Polonia - Maja Klajda - Serbia - Aleksandra Rutović |

### DesafíoHead to Head
Las actuaciones de todas las candidatas en el desafío Head to Head (en español: 'cara a cara') tuvieron lugar el 20 y 21 de mayo en el T-Hub de Hyderabad, donde se presentaron una a una y discutieron sobre cuestiones globales. Cinco candidatas de cada región continental conformaron el Top 20, que participó en la ronda final en el Hotel Trident. De estas veinte, cuatro resultaron ganadoras en un desafío en el que una candidata de cada región continental se alzó con la victoria y avanzó al Top 10 de su respectiva región continental.
- Avanzó al Top 40 a través del desafío Head to Head.

| Posición  | Continente          | Candidata                                                                                     |
| --------- | ------------------- | --------------------------------------------------------------------------------------------- |
| Ganadoras | África              | - Zambia - Faith Bwalya                                                                       |
| Ganadoras | América y el Caribe | - Trinidad y Tobago - Anna-Lise Nanton                                                        |
| Ganadoras | Asia y Oceanía      | - Turquía - İdil Bilgen                                                                       |
| Ganadoras | Europa              | - Gales - Millie-Mae Adams                                                                    |
| Top 8     | África              | - Namibia - Selma Kamanya                                                                     |
| Top 8     | América y el Caribe | - Brasil - Jéssica Pedroso                                                                    |
| Top 8     | Asia y Oceanía      | - Tailandia - Suchata Chuangsri                                                               |
| Top 8     | Europa              | - Irlanda - Jasmine Gerhardt                                                                  |
| Top 20    | África              | - Somalia - Zainab Jama - Sudáfrica - Zoalise Jansen van Rensburg - Uganda - Natasha Nyonyozi |
| Top 20    | América y el Caribe | - Guyana - Zalika Samuels - Islas Caimán - Jada Ramoon - Surinam - Chenella Rozendaal         |
| Top 20    | Asia y Oceanía      | - Japón - Kiana Tomita - Líbano - Nada Koussa - Sri Lanka - Anudi Gunasekara                  |
| Top 20    | Europa              | - Alemania - Silvia Dörre Sánchez - España - Corina Mrazek González - Francia - Agathe Cauet  |

### Desafíotop model
El desafío top model se llevó a cabo el 24 de mayo en el Trident Hyderabad, donde las 108 candidatas desfilaron con diseños de la diseñadora india Archana Kochhar y de diseñadores locales de sus respectivos países.
Se seleccionaron dos candidatas de cada región continental para el top 8, de las cuales cuatro ganaron y avanzaron al top 10 de su región. Además, una candidata de cada región continental ganó el premio al mejor vestido de diseñador.
- Avanzó al Top 40 a través del desafío top model.

| Posición  | Continente          | Candidata                               |
| --------- | ------------------- | --------------------------------------- |
| Ganadoras | África              | - Namibia - Selma Kamanya               |
| Ganadoras | América y el Caribe | - Martinica - Aurélie Joachim           |
| Ganadoras | Asia y Oceanía      | - India - Nandini Gupta                 |
| Ganadoras | Europa              | - Irlanda - Jasmine Gerhardt            |
| Top 8     | África              | - Costa de Marfil - Fatoumata Coulibaly |
| Top 8     | América y el Caribe | - Venezuela - Valeria Cannavò           |
| Top 8     | Asia y Oceanía      | - Nueva Zelanda - Samantha Poole        |
| Top 8     | Europa              | - Bélgica - Karen Jansen                |

#### Mejor vestido de diseñador
| Continente          | Candidata                                 |
| ------------------- | ----------------------------------------- |
| África              | - Sudáfrica - Zoalise Jansen van Rensburg |
| América y el Caribe | - Puerto Rico - Valeria Pérez             |
| Asia y Oceanía      | - Nueva Zelanda - Samantha Poole          |
| Europa              | - Ucrania - Maria Melnychenko             |

### Belleza con propósito
La final de Belleza con propósito se llevó a cabo en la cena de gala de Belleza con propósito, el 26 de mayo. En este desafío, se seleccionaron dos candidatas de cada región continental para el top 8, quienes presentaron sus proyectos. De esas ocho, cuatro ganaron y avanzaron al top 10 de su región y una de ellas fue elegida ganadora general del desafío en la competencia final: Monica Kezia Sembiring, de Indonesia.
- Avanzaron al Top 40 a través del desafío Belleza con propósito.

| Posición  | Continente          | Candidata                            |
| --------- | ------------------- | ------------------------------------ |
| Ganadoras | África              | - Uganda - Natasha Nyonyozi          |
| Ganadoras | América y el Caribe | - Puerto Rico - Valeria Pérez        |
| Ganadoras | Asia y Oceanía      | - Indonesia - Monica Kezia Sembiring |
| Ganadoras | Europa              | - Gales - Millie-Mae Adams           |
| Top 8     | África              | - Sierra Leona - Lachaeveh Davies    |
| Top 8     | América y el Caribe | - Paraguay - Yanina Gómez            |
| Top 8     | Asia y Oceanía      | - Vietnam - Huỳnh Trần Ý Nhi         |
| Top 8     | Europa              | - España - Corina Mrazek González    |

### Desafío multimedia
El top 20 del desafío multimedia se anunció el 28 de mayo de 2025. Las candidatas fueron seleccionadas según su trabajo en Instagram, la aplicación oficial de Miss Mundo y sus páginas de Facebook. De esas veinte, cuatro candidatas de cada región continental ganaron y avanzaron al top 10 de su región.
- Avanzó al Top 40 a través del desafío top model.

| Posición  | Continente          | Candidata                                                                                     |
| --------- | ------------------- | --------------------------------------------------------------------------------------------- |
| Ganadoras | África              | - Camerún - Issie Princesse                                                                   |
| Ganadoras | América y el Caribe | - República Dominicana - Mayra Delgado                                                        |
| Ganadoras | Asia y Oceanía      | - Tailandia - Suchata Chuangsri                                                               |
| Ganadoras | Europa              | - Montenegro - Andrea Nikolić                                                                 |
| Top 8     | África              | - Sudáfrica - Zoalise Jansen van Rensburg                                                     |
| Top 8     | América y el Caribe | - Brasil - Jéssica Pedroso                                                                    |
| Top 8     | Asia y Oceanía      | - Sri Lanka - Anudi Gunasekara                                                                |
| Top 8     | Europa              | - Irlanda del Norte - Hannah Johns                                                            |
| Top 20    | África              | - Namibia - Selma Kamanya - Uganda - Natasha Nyonyozi - Zimbabue - Courtney Jongwe            |
| Top 20    | América y el Caribe | - Canadá - Emma Morrison - México - Maryely Leal - Venezuela - Valeria Cannavò                |
| Top 20    | Asia y Oceanía      | - Filipinas - Krishnah Gravidez - Nueva Zelanda - Samantha Poole - Vietnam - Huỳnh Trần Ý Nhi |
| Top 20    | Europa              | - Francia - Agathe Cauet - Grecia - Stella Michailidou - Polonia - Maja Klajda                |

## El concurso

### Formato
Varias modificaciones se implementaron en esta edición. Al igual que en las dos ediciones anteriores, el número de cuartofinalistas es cuarenta. Diez candidatas de cada una de las cuatro regiones continentales —África, América y el Caribe, Asia y Oceanía, y Europa— formaron el top 40, incluyendo a las ganadoras de los desafíos que se clasificarán automáticamente. De estas cuarenta, cinco candidatas de cada región continental fueron seleccionadas para formar el top 20, y de estas veinte, dos candidatas de cada región continental formaron el top 8. Posteriormente, una candidata de cada región continental fue designada como ganadora continental y avanzó al top 4, donde se eligieron las tres finalistas y la nueva Miss Mundo.

### Comité de selección
El panel de jueces estuvo conformado por las siguientes nueve personas:
- Manushi Chhillar, actriz y Miss Mundo 2017 de la India
- Rana Daggubati, actor indio
- Julia Morley, presidenta y directora ejecutiva de la Organización Miss Mundo
- Jayesh Ranjan, secretario jefe especial del Departamento de Turismo de Telangana
- Sudha Reddy, empresaria y filántropa india
- Namrata Shirodkar, actriz y Femina Miss India 1993
- Sonu Sood, actor, filántropo, humanitario, modelo y productor de cine indio
- Carina Tyrrell, filántropo, inversor, médico de salud pública, miembro de la Universidad de Cambridge y Miss Inglaterra 2014
- Donna Walsh, directora de escena del concurso

## Candidatas
Las 108 candidatas que compitieron por el título son las siguientes:
| País/Territorio      | Candidata                  | Edad | Procedencia             |
| -------------------- | -------------------------- | ---- | ----------------------- |
| Albania              | Elona Ndrecaj              | 22   | Tirana                  |
| Alemania             | Silvia Dörre Sánchez       | 28   | Leipzig                 |
| Angola               | Núria Assis                | 30   | Luanda                  |
| Argentina            | Guadalope Alomar           | 20   | Rosario                 |
| Armenia              | Adrine Achemyan            | 19   | Ereván                  |
| Australia            | Jasmine Stringer           | 27   | Gold Coast              |
| Bangladés            | Aklima Atika Konika        | 26   | Daca                    |
| Bélgica              | Karen Jensen               | 23   | Lommel                  |
| Belice               | Shayari Morataya           | 23   | Ciudad de Belice        |
| Birmania             | Khisa Khin                 | 17   | Taw Kyawe Inn           |
| Bolivia              | Olga Chávez                | 21   | Santa Cruz de la Sierra |
| Bosnia y Herzegovina | Ena Adrović                | 21   | Živinice                |
| Botsuana             | Anicia Gaothusi            | 22   | Tutume                  |
| Brasil               | Jéssica Pedroso            | 24   | Piracicaba              |
| Bulgaria             | Teodora Miltenova          | 24   | Pétrich                 |
| Camboya              | Julia Russell              | 18   | Nom Pen                 |
| Camerún              | Issie Princesse            | 22   | Douala                  |
| Canadá               | Emma Morrison              | 24   | Chapleau                |
| Chile                | Francisca Lavandero        | 23   | Los Ángeles             |
| China                | Wanting Liu                | 21   | Weifang                 |
| Colombia             | Catalina Quintero          | 24   | Bogotá                  |
| Costa de Marfil      | Fatoumata Coulibaly        | 20   | Gontougo                |
| Croacia              | Tomislava Dukić            | 26   | Tomislavgrad            |
| Curazao              | Shubrainy Dams             | 23   | Willemstad              |
| Ecuador              | Sandra Alvarado            | 24   | Santo Domingo           |
| El Salvador          | Sofía Estupinián           | 25   | Santa Ana               |
| Escocia              | Amy Scott                  | 24   | Strathaven              |
| Eslovenia            | Alida Tomanič              | 20   | Ptuj                    |
| España               | Corina Mrazek              | 22   | Los Realejos            |
| Estados Unidos       | Athenna Crosby             | 26   | San José                |
| Estonia              | Eliise Randmaa             | 24   | Türi                    |
| Etiopía              | Hasset Dereje              | 19   | Adís Abeba              |
| Francia              | Agathe Cauet               | 26   | Lille                   |
| Finlandia            | Sofia Singh                | -    | Helsinki                |
| Filipinas            | Krishnah Gravidez          | 24   | Baguió                  |
| Gales                | Millie Mae-Adams           | 22   | Cardiff                 |
| Ghana                | Jutta Pokuah               | 20   | Región Central          |
| Gibraltar            | Shania Ballester           | 19   | Gibraltar               |
| Grecia               | Stella Michailidou         | 23   | Salónica                |
| Guadalupe            | Noémie Milne               | 26   | Baie-Mahault            |
| Guatemala            | Jeymi Escobedo             | 18   | Mazatenango             |
| Guinea               | Kadiatou Savané            | 25   | Conakri                 |
| Guinea Ecuatorial    | Estela Nguema              | 23   | Acurenam                |
| Guyana               | Zalika Samuels             | 21   | Georgetown              |
| Haití                | Christee Guirand           | 24   | Puerto Príncipe         |
| Honduras             | Izza Sevilla               | 18   | La Ceiba                |
| Hungría              | Andrea Katzenbach          | 23   | Kiskőrös                |
| India                | Nandini Gupta              | 20   | Kotah                   |
| Indonesia            | Monica Sembiring           | 22   | Karo                    |
| Inglaterra           | Charlotte Grant            | 25   | Liverpool               |
| Irlanda              | Jasmine Gerhardt           | 25   | Dublín                  |
| Irlanda del Norte    | Hannah Johns               | 25   | Belfast                 |
| Islas Caimán         | Jada Ramoon                | 26   | Bodden Town             |
| Italia               | Chiara Esposito            | 21   | Curti                   |
| Jamaica              | Tahje Bennett              | 24   | Kingston                |
| Japón                | Kiata Tomita               | 27   | Tokio                   |
| Kazajistán           | Sabina Idrissova           | 22   | Astaná                  |
| Kenia                | Grace Ramtu                | 25   | Nairobi                 |
| Kirguistán           | Aijan Chanacheva           | 26   | Biskek                  |
| Letonia              | Maria Mishurova            | 17   | Riga                    |
| Líbano               | Nada Koussa                | 26   | Rahbeh                  |
| Macedonia del Norte  | Charna Nevzati             | 20   | -                       |
| Madagascar           | Cyria Temagnombe           | 22   | Tsiroanomandidy         |
| Malasia              | Saroop Roshi               | 26   | Perak                   |
| Maldivas             | Bellaynara Fornstedt Varas | 23   | Aveiro                  |
| Malta                | Martine Cutajar            | 25   | Attard                  |
| Martinica            | Aurélie Joachim            | 27   | Ducos                   |
| Mauricio             | Wenna Rumnah               | 22   | Port Louis              |
| México               | Maryely Leal               | 28   | Guasave                 |
| Moldavia             | Anghelina Chitaica         | 22   | Cámenca                 |
| Mongolia             | Erdenesuvd Batyabar        | 22   | Ulán Bator              |
| Montenegro           | Andrea Nikolić             | 21   | Podgorica               |
| Namibia              | Selma Kamanya              | 28   | Windhoek                |
| Nepal                | Srichchha Pradhan          | 25   | Katmandú                |
| Nicaragua            | Virmania Rodríguez         | 23   | El Jicaral              |
| Nigeria              | Raimi Mojisola             | 24   | Osun                    |
| Noruega              | Nikoline Andresen          | 22   | Oslo                    |
| Nueva Zelanda        | Samantha Poole             | 22   | Whangarei               |
| Países Bajos         | Jane Knoester              | 19   | La Haya                 |
| Panamá               | Karol Rodríguez            | 22   | Ciudad de Panamá        |
| Paraguay             | Yanina Gómez               | 27   | Lambaré                 |
| Perú                 | Staisy Huamansisa          | 20   | Lima                    |
| Polonia              | Maja Klajda                | 21   | Łęczna                  |
| Portugal             | Maria Amélia Baptista      | 26   | Oporto                  |
| Puerto Rico          | Valeria Pérez              | 23   | Manatí                  |
| República Checa      | Adéla Štroffeková          | 22   | Praga                   |
| República Dominicana | Mayra Delgado              | 23   | Santo Domingo           |
| Rumania              | Alexandra Cătălin          | 23   | Bucarest                |
| Senegal              | Mame Fama Gaye             | 24   | Fatick                  |
| Serbia               | Aleksandra Rutović         | 25   | Belgrado                |
| Sierra Leona         | Lachaeveh Davies           | 23   | Freetown                |
| Singapur             | Katerina Delvina           | 28   | Singapur                |
| Somalia              | Zainab Jama                | 23   | Mogadiscio              |
| Sri Lanka            | Anudi Gunasekara           | 24   | Anuradhapura            |
| Sudáfrica            | Zoalize van Rensburg       | 19   | Johannesburgo           |
| Sudán del Sur        | Ayom Tito Mathiech         | 24   | Condado de Gogrial Este |
| Suecia               | Isabelle Ahs               | 20   | Malmö                   |
| Surinam              | Chenella Rozendaal         | 21   | Paramaribo              |
| Tailandia            | Suchata Chuangsri          | 22   | Phuket                  |
| Togo                 | Nathalie Yao-Amuama        | 21   | Lomé                    |
| Trinidad y Tobago    | Anna-Lise Nanton           | 23   | Santa Cruz              |
| Túnez                | Lamis Redissi              | 23   | Yerba                   |
| Turquía              | İdil Bilgen                | 24   | Ankara                  |
| Uganda               | Natasha Nyonyozi           | 23   | Kabale                  |
| Ucrania              | Maria Melnychenko          | 20   | Kiev                    |
| Venezuela            | Valeria Cannavó            | 24   | Maracay                 |
| Vietnam              | Huỳnh Trần Ý Nhi           | 22   | Bình Định               |
| Zambia               | Faith Bwalya               | 24   | Kitwe                   |
| Zimbabue             | Courtney Jongwe            | 23   | Mutare                  |